# Helene Friberg
Helene Friberg, född 1966, är en svensk före detta friidrottare (längdhopp, tresteg, sjukamp). Hon är den första svenska mästarinnan i tresteg och vann två SM-guld (år 1990 med 12,99m och år 1991 med 13,31m). Hon tävlade för IF Göta. Hon arbetade som svensklärare på Lillerudsgymnasiet.